# クリスタルバイオレット
クリスタルバイオレット (Crystal violet) 及び、ゲンチアナバイオレット (gentian violet)は、トリフェニルメタン色素の一種である。ベーシックバイオレット3、塩化メチルロザニリン（ピオクタニン）ともいう。IUPAC名は ［4‐｛ビス（4‐ジメチルアミノフェニル）メチレン｝‐2,5‐シクロヘキサジエン‐1‐イリデン］ジメチルアンモニウムクロリド。
クリスタルバイオレットはpH指示薬や染色液としてよく用いられる。また殺菌消毒効果もあるため微生物培養検査における発育阻止剤や、褥瘡の治療にも用いられる事がある。
その他内視鏡検査検査時にポリープなどの病変部を確認しやすくするための色素散布の色素としても用いられる事がある。
蟯虫の治療薬として用いられていた。

## 危険性情報など
- 飲み込むと有害
- 発がんのおそれの疑い
- 生殖能又は胎児への悪影響のおそれの疑い
- 長期にわたる又は反復ばく露による消化器、全身の障害のおそれ

### 応急措置
- 吸入した場合
被災者を新鮮な空気のある場所に移動し、呼吸しやすい姿勢で休息させること。医師の診断、手当てを受けること。
- 皮膚に付着した場合
化学物質が除去されるまで、多量の水と石鹸で洗うこと。医師の診断、手当てを受けること。皮膚刺激が生じた場合、医師の診断、手当てを受けること。
- 目に入った場合
水で数分間注意深く洗うこと。次に、コンタクトレンズを着用していて容易に外せる場合は外すこと。その後も洗浄を続けること。眼の刺激が続く場合は、医師の診断、手当てを受けること。
- 飲み込んだ場合
口をすすぐこと。 医師の診断、手当てを受けること。
- 予想される急性症状及び遅発性症状
発がんのおそれの疑い、生殖能または胎児への悪影響のおそれの疑い。
- 最も重要な兆候及び症状 （データなし）

## 染色での用い方
クリスタルバイオレットは適正な媒染剤を用いることにより、グラム染色でのグラム陽性を染色する色素として用いられる。
媒染剤には、ヨウ素ヨウ化カリウム溶液（ルゴール液）が用いられることが多い。